# Gregory Harbaugh
Gregory J. Harbaugh (ur. 15 kwietnia 1956 w Cleveland) – amerykański astronauta.

## Życiorys
W 1974 ukończył szkołę w Willoughby, a w 1978 inżynierię aeronautyczną i astronomiczną na Purdue University, w 1986 obronił dyplom z nauk fizycznych na University of Houston-Clear Lake. Od 1978 pracował w Centrum Lotów Kosmicznych imienia Lyndona B. Johnsona, gdzie pełnił funkcję zarządzania inżynieryjnego i technicznego w operacjach lotów wahadłowców, podczas misji STS-1 i STS-51L pracował przy kontroli lotów. Uzyskał licencję pilota komercyjnego, ma wylatane ponad 1600 godzin. 5 czerwca 1987 został wybrany przez NASA kandydatem na astronautę, zakwalifikował się w sierpniu 1988, szkolił się na specjalistę misji. Od 28 kwietnia do 6 maja 1991 uczestniczył w misji STS-39 trwającej 8 dni, 7 godzin i 22 minuty. Od 13 do 19 stycznia 1993 był specjalistą misji STS-54 trwającej 5 dni, 23 godziny i 38 minut. Harbaugh wykonał wówczas spacer kosmiczny trwający 4 godziny i 28 minut. Trzecią jego misją była STS-71 od 27 czerwca do 7 lipca 1995, podczas której nastąpiło połączenie wahadłowca Atlantis ze stacją kosmiczną Mir. Trwała 9 dni, 19 godzin i 22 minuty. Ostatnią jego misją była STS-82 od 11 do 21 lutego 1997 do Kosmicznego Teleskopu Hubble’a, trwająca 9 dni, 23 godziny i 37 minut. Harbaugh wykonał wówczas dwa spacery kosmiczne o łącznym czasie 14 godziny i 1 minuty.
Łącznie spędził w kosmosie 34 dni, godzinę i 59 minut. W otwartej przestrzeni kosmicznej przebywał 18 godzin i 29 minut. Opuścił NASA 30 marca 2001.